# 신경호 (야구인)
신경호(1972년 3월 7일 ~ )는 전 KBO 리그 해태 타이거즈의 외야수이자, 현재 광주대성초등학교 야구부의 감독이다. 그의 아들은 KBO 리그 SSG 랜더스의 포수인 신범수이다.

## 선수 시절

### 해태 타이거즈시절
1992년에 입단하였다.

## 야구선수 은퇴 후
2008년부터 광주대성초등학교 야구부의 감독으로 활동했다.

## 출신 학교
- 광주동성중학교
- 광주동성고등학교